# Distrito de Ambanja
Ambanja es un distrito de la región de Diana, en la isla de Madagascar, con una población estimada en julio de 2014 de 195 598 habitantes.
Se encuentra situado al norte de la isla, cerca del Parque nacional de la Montaña de Ámbar y de los ríos Mahavavy, Sambirano y Ramena.